# 1785 год в науке
В 1785 году были различные научные и технологические события, некоторые из которых представлены ниже.

## События
- Основана Дансинкская обсерватория.
- Андре Мишо назначен королевским ботаником Людовика XVI и направлен в Соединённые Штаты, чтобы найти растения для акклиматизации в лесах, парках и садах Франции.
- Жан-Пьер Франсуа Бланшар и Джон Джеффрис удачно пересекли пролив Ла-Манш на воздушном шаре стартовав из Дувра и приземлившись в Кале.

## Публикации
- Французский физик Шарль Огюстен де Кулон опубликовал первую из семи статей по электростатике (последняя статья появилась в 1789 году). В этих статьях был описан и обоснован точными опытами закон взаимодействия электрических зарядов (закон Кулона), а также закономерность распределения электрических зарядов на поверхности проводника. Кулон ввёл понятия магнитного момента и поляризации зарядов. Сходство закона Кулона с законом всемирного тяготения позволило в короткий срок (к 1828 году) завершить математические основы электростатики, применив в ней ранее хорошо разработанные аналитические методы[1].
- Маркиз Кондорсе опубликовал одну из наиболее известных своих работ «Рассуждения о применении анализа к оценке выборов большинством голосов» (фр. Essai sur l’application de l’analyse à la probabilité des décisions rendues à la pluralité des voix). В ней впервые изложен «метод Кондорсе» — алгоритм голосования, обеспечивающий выбор реальным большинством голосов.

## Родились
- 4 января — Якоб Гримм, немецкий филолог (ум. 1863).
- 15 января — Уильям Праут, английский химик и врач.
- 22 марта — Адам Седжвик, британский учёный, один из основоположников современной геологии. Ввёл понятия девонского и кембрийского геологических периодов.
- 9 мая –  Джеймс Поллард Эспи,  американский метеоролог.
- 6 июля — Уильям Гукер, английский ботаник-систематик.

## Скончались
- 16 ноября — Юхан Валлериус, шведский химик, минералог, фармацевт.
- 12 декабря — Эдме Добантон, французский натуралист.